# NGC 1994
NGC 1994 (другое обозначение — ESO 56-SC136) — рассеянное скопление в созвездии Золотой Рыбы, расположенное в Большом Магеллановом Облаке. Открыто Джоном Гершелем в 1835 году. Масса скопления составляет 11—17 тысяч M⊙, возраст — 19 миллионов лет. Наличие компоненты туманности в спектре свидетельствует о том, что в течение последних 8 миллионов лет в скоплении также шло звездообразование, поэтому для него не годится модель одновременного звездообразования.
Этот объект входит в число перечисленных в оригинальной редакции «Нового общего каталога».